# Julia repetundarum
Julia repetundarum va ser una antiga llei romana establerta per Juli Cèsar l'any 59 aC que regulava el crim de suborn, i el seu càstig i establia penes més severes que les que dictaven abans les lleis. Tenia un centenar de capítols i una bona part estava destinada als magistrats que es deixaven subornar, especialment si la decisió anava dirigida a favor o en contra d'una persona concreta; també fixava penes pel que no testimoniava, el que per diners no servia a la milícia, el que denunciava falsament, i també regulava els regals que es podien rebre; establia càstigs segons el delicte, entre multa i deportació.